# Дамоклів меч

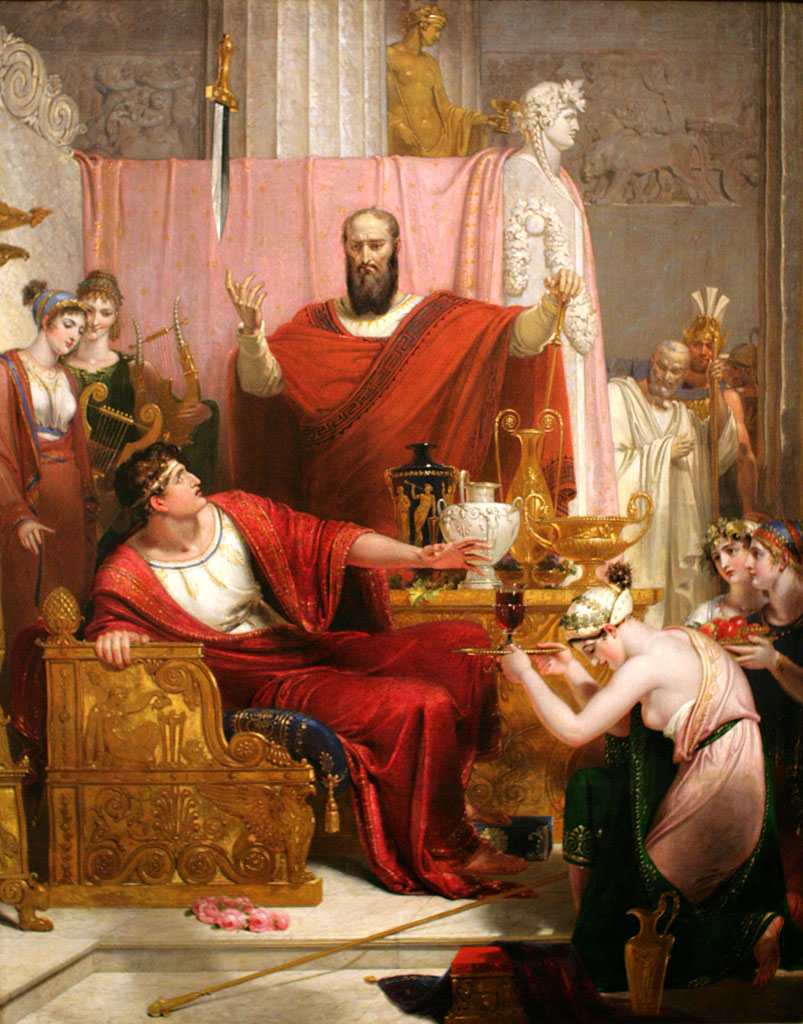
Дамоклів меч, Річард Вестол, 1812 рік

Дамо́клів меч (лат. Damoclis gladius) — у давньогрецькій легенді — меч, за допомогою якого сиракузький тиран Діонісій I (405—367 роки до н. е.) показав заздрісному придворному Дамоклу небезпечність свого становища. Ця оповідь уперше згадується в V книзі Цицерона «Тускулунські розмови» 45 року до н. е.

## Легенда
За легендою, придворний Дамокл заздрив своєму правителю Діонісію, якого вважав найщасливішою людиною на світі, що має все: владу, багатство, повагу. Дізнавшись про це, Діонісій влаштував пишний бенкет і дозволив Дамоклу на один день посісти престол.
Діонісій посадовив заздрісника на своє місце, повісивши над його головою на кінській волосині гострий меч. Будь-якої миті волосина могла порватися і меч впав би вістрям на Дамокла. Через постійний страх Дамокл сказав, що краще нехай його стратять негайно, ніж він очікуватиме раптової смерті, що може статися будь-коли.
Так Діонісій показав, що життя правителя постійно перебуває під загрозою (Діонісій був відомий параноєю, постійно очікував замаху на своє життя та нікому не довіряв).
Попри свої страхи, Діонісій, за іншою легендою, помер від радощів, коли дізнався, що афіняни визнали написану ним трагедію найкращою.

## Крилатий вислів

Бунти шахтарів як Дамоклів меч, навислий над Британією. Карикатура Удо Кеплера з журналу «Puck», 1903 р.

У переносному сенсі Дамоклів меч — постійна небезпека. Вислів часто вживається щодо політиків або в цілому щодо людей, які можуть раптово загинути; блага, що може зникнути через хитку ситуацію. Іноді має додатковий відтінок як заслужена й невідворотна кара.
Наприклад, Іван Франко писав, що хвороба Лесі Українки «нависає над її біографією, як Дамоклів меч».
Джон Кеннеді називав «Дамокловим мечем», який висить над людством, ядерну зброю. Тоді як Микита Хрущов казав про «цар-бомбу», що це «Дамоклів меч, який висить над головами імперіалістів».
Вислів неодноразово ілюструвався в карикатурах, як-от на малюнку Удо Кеплера в американському журналі «Puck».
На карикатурі Олексія Кустовського Дамокловим мечем слугує Україна, що висить у 2022 році над президентом Росії Володимиром Путіним під час розв'язаної ним війни.